# Napierśnik (zbroja końska)

Napierśnik koński, widoczny pasek do zapięcia wokół szyi.

Napierśnik – część zbroi końskiej, chroniąca pierś konia przed zranieniem kopią oraz piechurami chcącymi powalić konia i jeźdźca.

## Budowa
- Zbroja płytowa posiadała napierśnik w postaci pojedynczej płyty przyczepionej pasem do szyi i siodła.
- W zbroi łuskowej i kolczudze napierśnik realizowano w postaci "fartucha" przyczepionego do szyi. W zbrojach chroniących całe ciało konia, napierśnik łączy się z nogawicami i podbrzuszem.

Częstym błędem było niezapinanie szczelnie obu części napierśnika łuskowego, co znacznie osłabiało jego funkcję ochronną.
Czasem w zbrojach płytowych doczepiano folgowe płytki chroniące górne partie nóg konia.

## Galeria

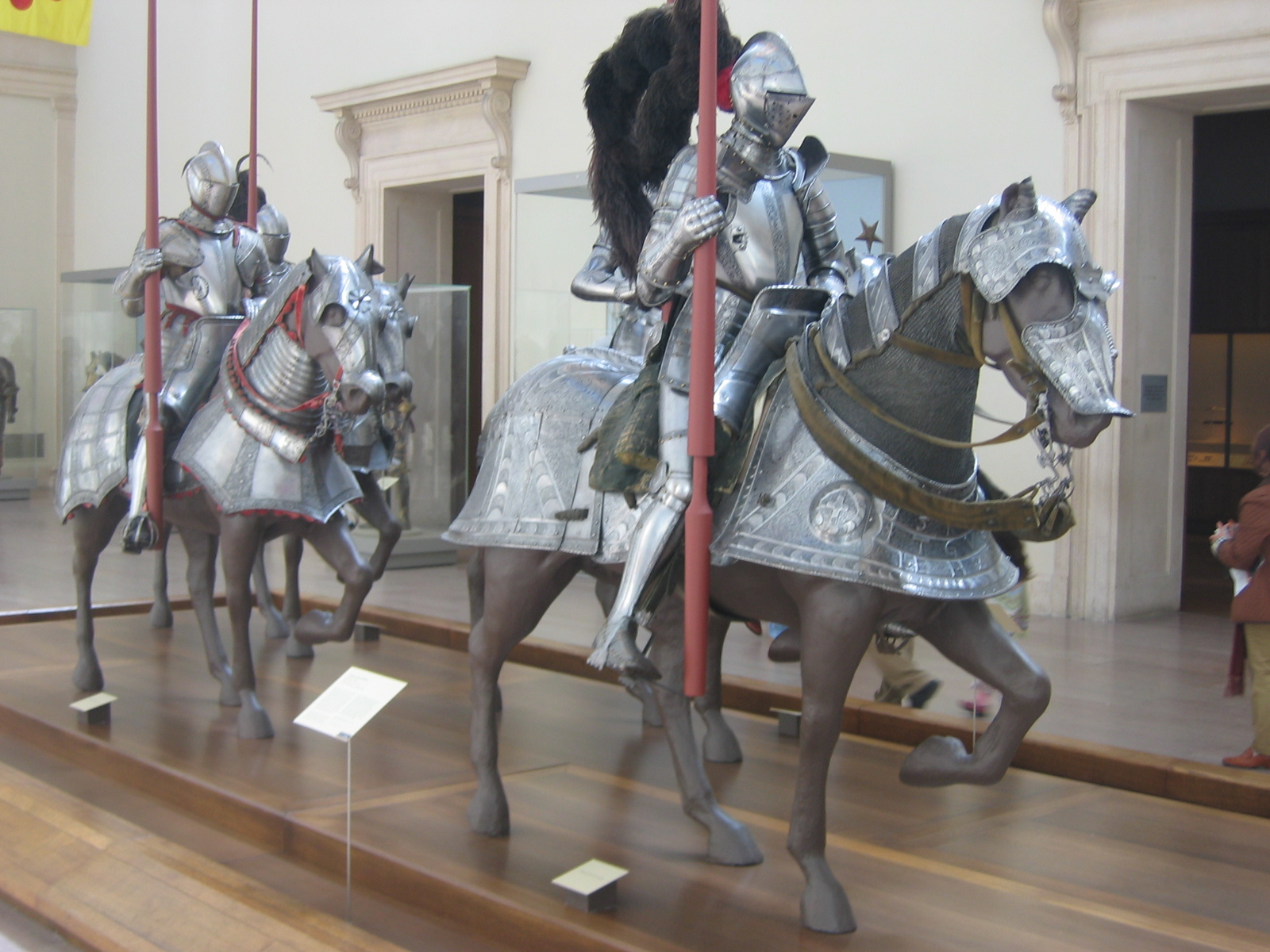
Konie w napierśnikach płytowych
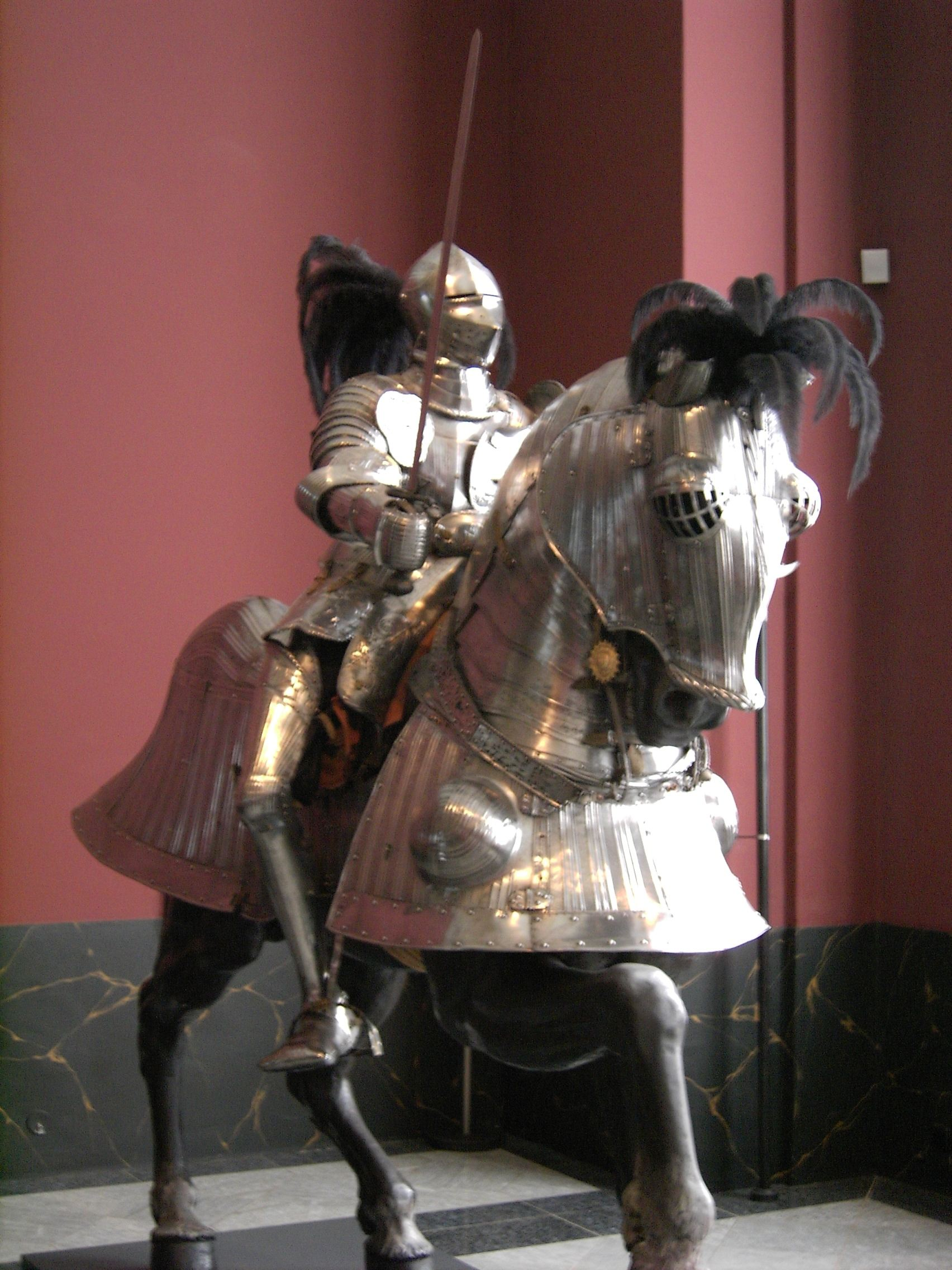
Koń w ciężkim napierśniku
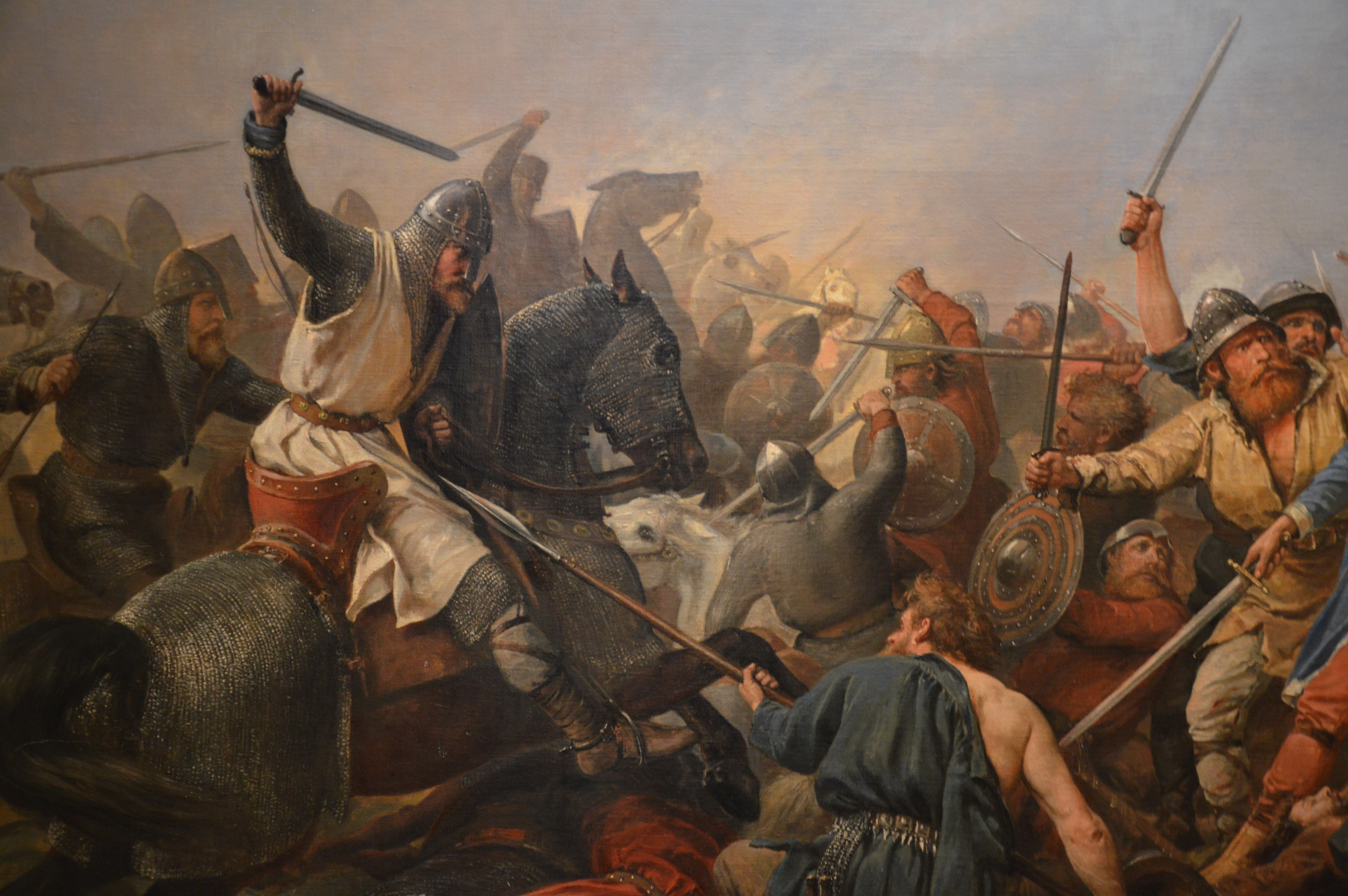
Koń w kolczudze. Widoczny napierśnik jako fartuch przytwierdzony do szyi konia
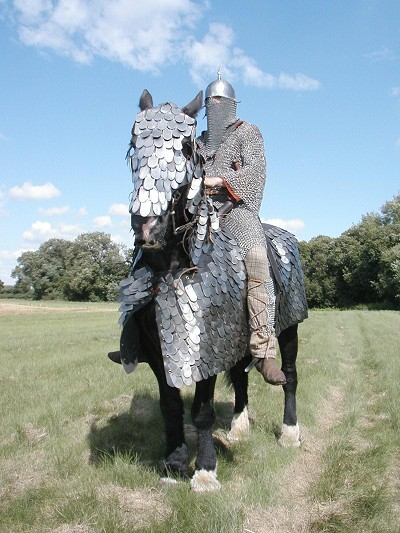
Koń w zbroi łuskowej. W tym przypadku zbroję wykonano jako dwa podłużne płaty zbroi łuskowej, złączane na piersi i zadzie (tutaj nie spięte w całości)